# Thornley, Wolsingham
Thornley är en by i kommunen Durham i grevskapet Durham i England. Byn är belägen 4 km från Wolsingham. Orten har 184 invånare (2001).